# Montlandon
Montlandon település Franciaországban, Eure-et-Loir megyében. Lakosainak száma 254 fő (2022. január 1.). Montlandon Montireau és Saintigny községekkel határos.

## Népesség
A település népességének változása:
| Lakosok száma | 222  | 217  | 183  | 273  | 261  | 247  | 241  | 252  | 258  | 254  |
|               | 1968 | 1982 | 1990 | 2006 | 2013 | 2015 | 2017 | 2019 | 2020 | 2022 |